# Sukawangi (Pagelaran)
Sukawangi is een bestuurslaag in het regentschap Pringsewu van de provincie Lampung, Indonesië. Sukawangi telt 504 inwoners (volkstelling 2010).